# T-Rex (hélicoptère radiocommandé)
Pour les articles homonymes, voir T-Rex.

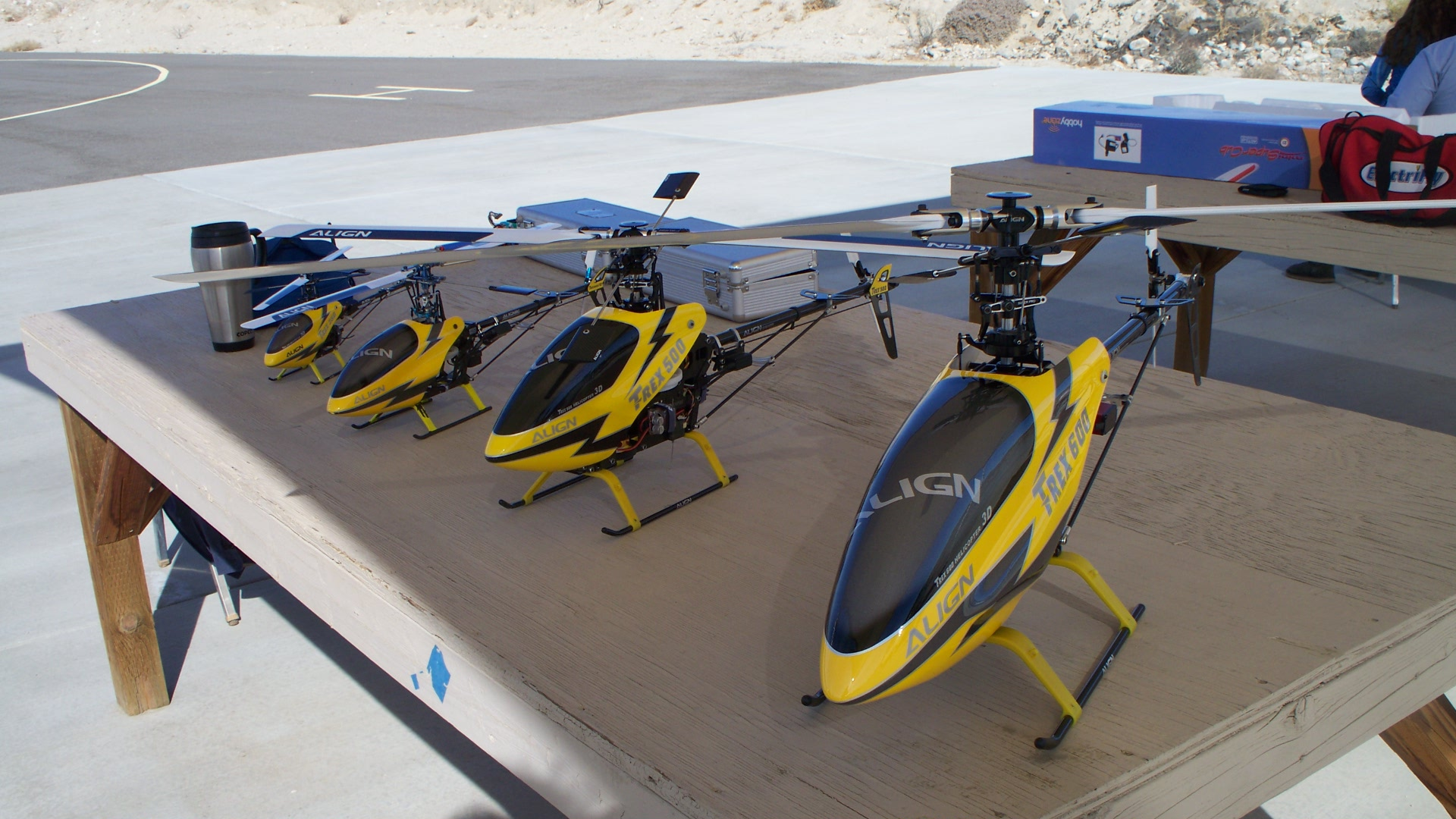
Différents modèles de la série T-Rex. De gauche à droite : T-Rex 250, T-Rex 450, T-Rex 500, T-Rex 600.

T-Rex est le nom d'une série de modèles réduits d'hélicoptères radiocommandés produits par la société taïwanaise Align. Depuis la création du premier T-Rex 450 en 2002, la gamme s'est étoffée avec les T-Rex 100, 150, 250, 500, 550, 600, 700, 800 et guimbal. Le 600 et le 700 existent en version nitro (carburant). Ces hélicoptères nécessitent des connaissances poussées en pilotage et de nombreuses années de pratique.